# Мало-Малово
Мало-Малово (болг. Мало Малово) — село в Болгарии. Находится в Софийской области, входит в общину Драгоман. Население составляет 87 человек (2022).

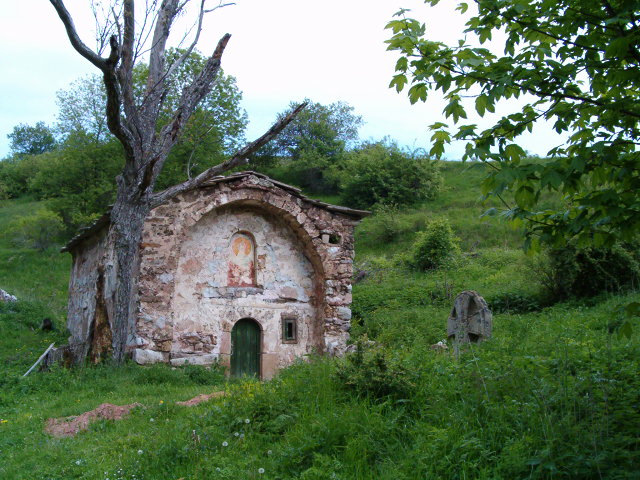

## Политическая ситуация
Мало-Малово подчиняется непосредственно общине и не имеет своего кмета.
Кмет (мэр) общины Драгоман — Соня Стоянова Дончева (Болгарская социалистическая партия (БСП)) по результатам выборов в правление общины.